# Nuoto Juventus
El Nuoto Juventus, también conocido como Circolo Juventus o simplemente Juventus, fue un club de natación y clavados italiano con sede en la ciudad de Turín. Fue parte del grupo deportivo organizado dentro de la Juventus – Organizzazione Sportiva S.A. que dirigió las actividades polideportivas desarrolladas por el club de fútbol Juventus durante la primera mitad de los años 1940.

## Historia
Fundado en 1941 por voluntad del entonces presidente de la Juventus Piero Dusio – quien continuó con el proyecto de diversificación de las actividades del club además de la principal del fútbol, iniciado en 1923 por el emprendedor turinés Edoardo Agnelli –, el Nuoto Juventus tuvo su sede en el Circolo Sportivo Juventus, en Corso IV Novembre 151, disputó sus competencias de local en el escenario conocido como Piscina Juventus, de dimensiones olímpicas y con una capacidad para 1200 espectadores. La gestión de la sección se le confió al exfutbolista Gianpiero Combi y, luego, al doctor Ernesto Bocca. En el verano de ese mismo año participó en su primera competición oficial, el campeonato absoluto de clavados y el campeonato de Serie A por equipos.
Después de la Segunda Guerra Mundial, la sección de clavados y natación de la Juventus enfrentó a una grave crisis financiera, lo que llevó al cierre de sus actividades competitivas en julio de 1946.

## Principales atletas
Entre los nadadores de mayor prestigio que defendieron al equipo bianconero se encuentran Maria Luisa Zambrini, Carlo Dibiasi y Otto Casteiner.